# Kaplica Rothko
Kaplica Rothko (ang. Rothko Chapel) – bezwyznaniowa kaplica w Houston, w stanie Teksas, założona przez francuskie małżeństwo koneserów sztuki Johna i Dominique de Menil. Wnętrze służy nie tylko jako kaplica, ale także jako przestrzeń wystawiennicza sztuki współczesnej: wewnątrz wisi czternaście obrazów Marka Rothko w różnych odcieniach czerni, tworzących stałą ekspozycję kaplicy.  
Budynek został zaprojektowany przez trzech amerykańskich architektów: Philipa Johnsona, Howarda Barnstone'a i Eugene'a Aubry'ego. Przed kaplicą na dziedzińcu, na środku basenu, został ustawiony „Złamany obelisk” autorstwa Barnetta Newmanna poświęcony Martinowi Lutherowi Kingowi Jr.
Rothko nie doczekał ukończenia kaplicy – artysta popełnił samobójstwo w 1970 roku. Każdego roku Kaplicę Rothko odwiedza około 110 000 osób.
16 września 2000 roku Kaplica Rothko została wpisana do National Register of Historic Places (NRHP) – oficjalnego rejestru zasobów kulturowych Stanów Zjednoczonych. 

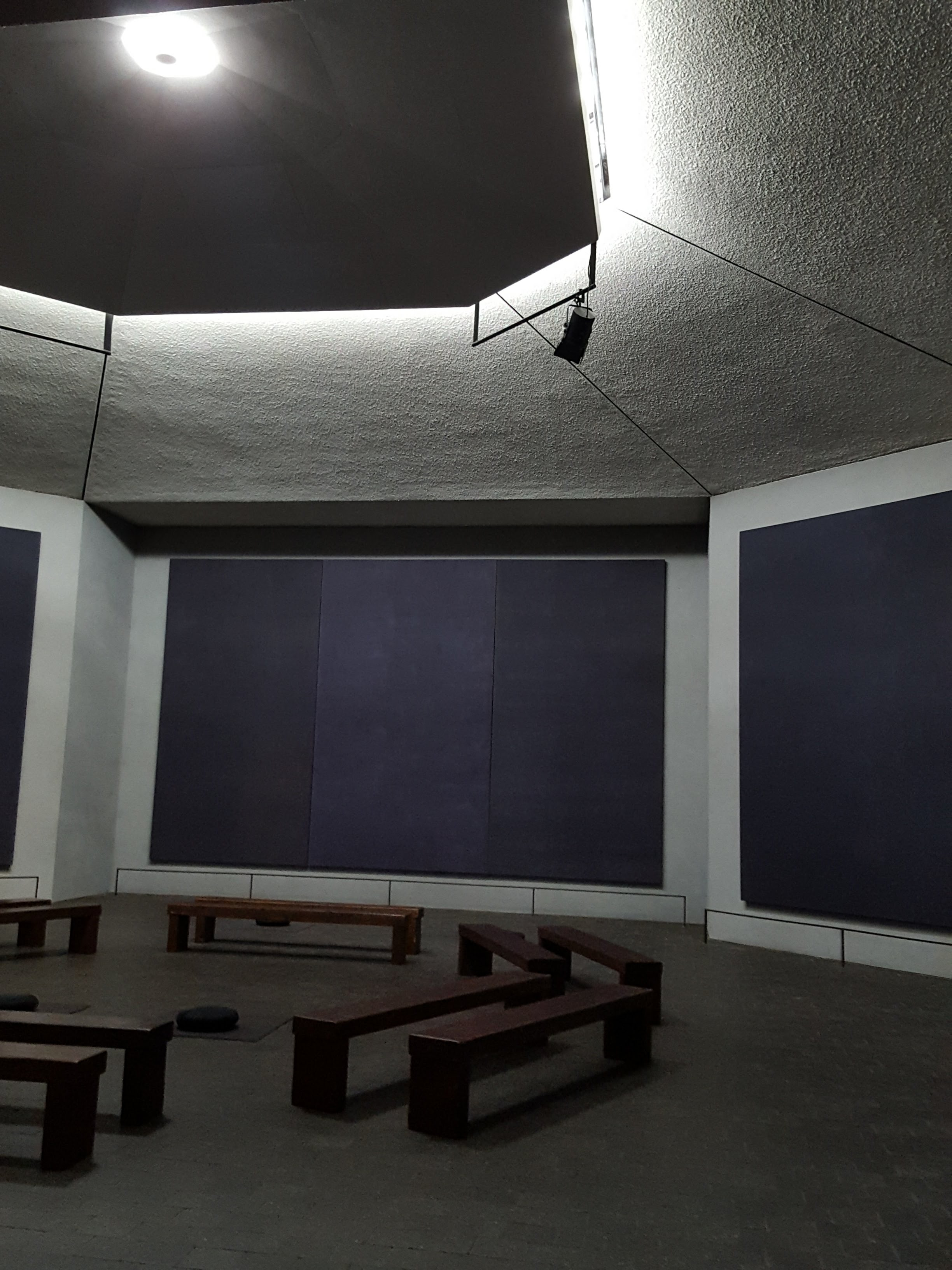
Kaplica Rothko – wnętrze po renowacji w 1999 roku

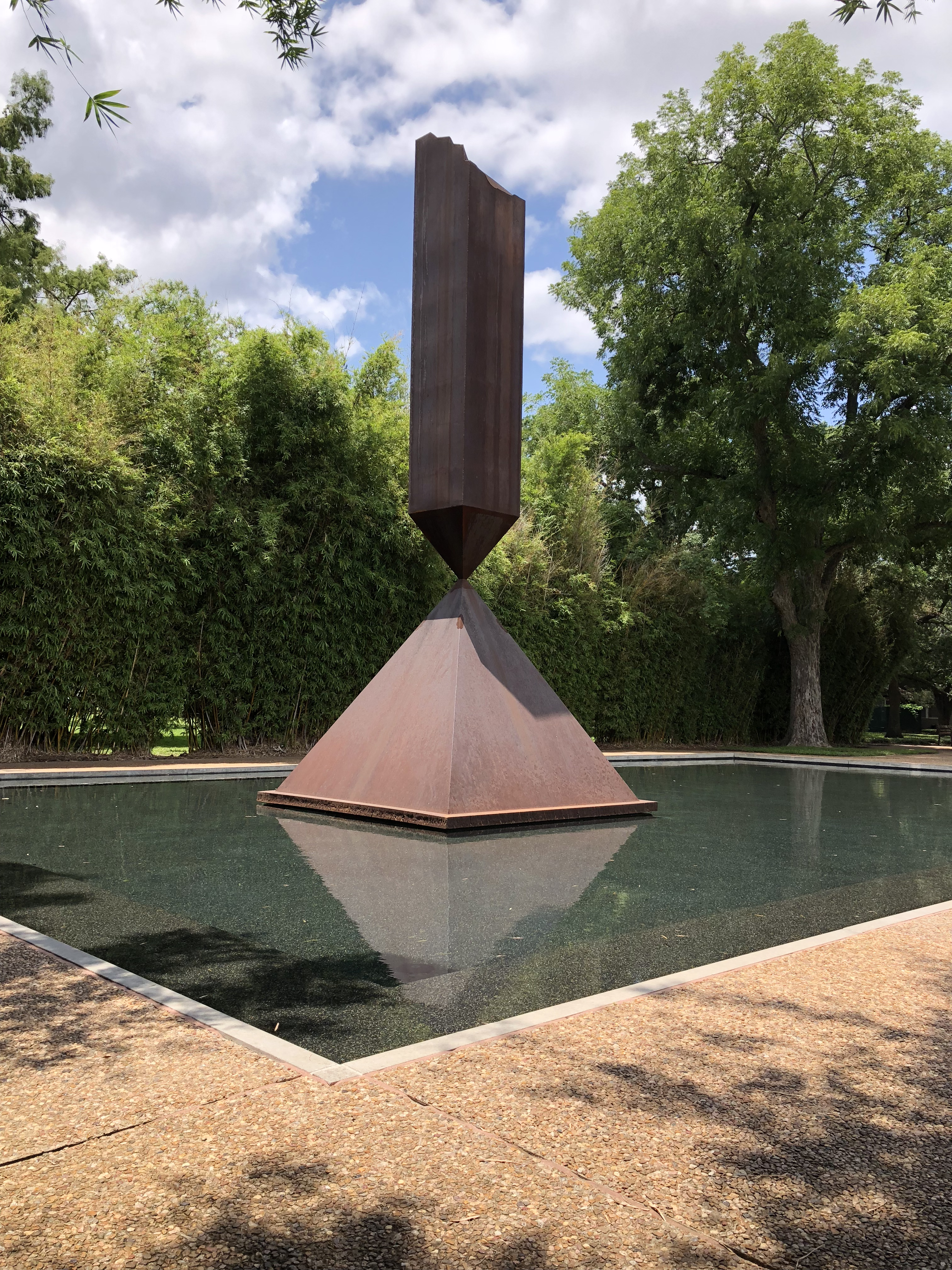
"Złamany obelisk” – rzeźba w sadzawce przed Kaplicą Rothko, autor Barnett Newman

## Położenie
Kaplica Rothko leży w międzywojennej dzielnicy bungalowów z lat 20. XX wieku w Houston. Od strony zachodniej do kaplicy przylega Menil Park. Na wschód od kaplicy znajduje się kampus Uniwersytetu św. Tomasza. Teren, na którym znajduje się Kaplicy Rothko, jest ograniczony od północy przez Sul Ross Avenue, od wschodu przez Yupon Street, a od południa przez Branard Avenue. Naprzeciwko kaplicy od strony Sul Ross Avenue znajduje się siedziba biura Fundacji Rothko Chapel i centrum informacji Rothko Chapel Welcome House. 

## Historia
Kaplica Rothko została nazwana na cześć amerykańskiego malarza abstrakcyjnego ekspresjonisty Marka Rothko, który stworzył zestaw czternastu dużych obrazów, które miała zawierać kaplica. Kaplica została zaprojektowana pod kierownictwem Rothko, początkowo przez architekta Philipa Johnsona (od 1964 do 1967 roku) oraz, po jego rezygnacji, przez architektów Howarda Barnstone'a i Eugene'a Aubry'ego (od 1967 do 1971 roku). 
Na początku 1999 roku kaplica Rothko została zamknięta z powodu generalnego remontu. W 2000 roku kaplica została ponownie otwarta po 18-miesięcznej renowacji za 1,8 miliona dolarów, z nowo odrestaurowanymi obrazami artysty. Z okazji pięćdziesiątej rocznicy w 2021 roku kaplica Rothko przeszła renowację o wartości 30 milionów dolarów, wykonaną przez nowojorską firmę Architecture Research Office (ARO). Renowacja dotyczyła m.in. oświetlenia kaplicy: został zamontowany świetlik rozprowadzający po kaplicy światło dziennie, według pierwotnego zamiaru Rothko. 

## Architektura
Kaplica Rothko to jednopiętrowy budynek z cegły, zbudowany na planie ośmiokąta wpisanego w Krzyż grecki. Elewacja frontowa kaplicy skierowana jest na południe. 
Na środku kaplicy stoją drewniane ławki dla zwiedzających.   

## Obelisk
Rzeźba „Złamany obelisk” (ang. Broken Obelisk) składa się z piramidalnej podstawy, na szczycie której mieści się odwrócony obelisk z najwyraźniej odłamanym trzonem. Cała konstrukcja jest wykonana ze stali corten. Autorem rzeźby jest amerykański malarz, przedstawiciel nurtu color field painting – Barnett Newman. Złamany obelisk został zakupiony dla miasta Houston przez Johna i Dominique de Menil, którzy przekazali go miastu pod jednym warunkiem, że będzie on upamiętniał Martina Luthera Kinga Jr.

## Muzyka
Jeden z najbardziej znanych utworów muzycznych amerykańskiego kompozytora Mortona Feldmana pod tytułem "Rothko Chapel", został zainspirowany kaplicą i miał swoją premierę w Kaplicy Rothko w 1972 roku. Muzyk Peter Gabriel napisał piosenkę z 1992 roku zatytułowaną „Fourteen Black Paintings”, zainspirowaną wizytą w kaplicy. 

## Wandalizm
W dniu 18 maja 2018 r. dokonano wandalizmu: niezidentyfikowani ludzie rozlali białą farbę przy wejściu do kaplicy oraz w basenie otaczającym rzeźbę "Złamany obelisk". Wokół rozrzucone były ulotki z napisem: „Bycie białym jest w porządku”.